# Olympische Sommerspiele 1964/Kanu – Zweier-Canadier 1000 m (Männer)
Die Wettkämpfe im Zweier-Canadier über 1000 Meter bei den Olympischen Sommerspielen 1964 wurde vom 20. bis 22. Oktober auf dem Sagami-ko in der Nähe von Tokio ausgetragen.
Aus zwei Vorläufen erreichten sechs Boote das Finale. Über den Hoffnungslauf wurde das Finale um drei weitere Boote ergänzt. Dort gewann das Duo Andrij Chimitsch / Stepan Oschtschepkow aus der Sowjetunion.

## Ergebnisse

### Vorläufe
Die jeweils ersten drei Boote qualifizierten sich für das Finale, die restlichen Boote für den Hoffnungslauf.

#### Lauf 1
| Rang | Athleten                              | Nation             | Zeit        |
| ---- | ------------------------------------- | ------------------ | ----------- |
| 1    | Andrij Chimitsch Stepan Oschtschepkow | Sowjetunion        | 4:08,05 min |
| 2    | Jean Boudehen Michel Chapuis          | Frankreich         | 4:10,26 min |
| 3    | Peer Norrbohm John Rungsted Sørensen  | Dänemark           | 4:11,34 min |
| 4    | Antal Hajba Árpád Soltész             | Ungarn             | 4:12,54 min |
| 5    | Miloslav Houzim Rudolf Pěnkava        | Tschechoslowakei   | 4:28,81 min |
| 6    | James O’Rourke jr. Joseph Dronzek     | Vereinigte Staaten | 4:51,65 min |

#### Lauf 2
| Rang | Athleten                          | Nation      | Zeit        |
| ---- | --------------------------------- | ----------- | ----------- |
| 1    | Klaus Bohle Detlef Lewe           | Deutschland | 4:12,37 min |
| 2    | Igor Lipalit Achim Sidorov        | Rumänien    | 4:12,81 min |
| 3    | Kari Mäkinen Rudolf Närjänen      | Finnland    | 4:21,41 min |
| 4    | Andor Elbert Fred Heese           | Kanada      | 4:23,40 min |
| 5    | Shun’ichi Iwamura Daisaburō Honda | Japan       | 4:25,86 min |
| 6    | Fred Wasmer Vid Juricskay         | Australien  | 4:45,23 min |

### Hoffnungslauf
Die ersten drei Boote des Hoffnungslaufs erreichten das Finale.
| Rang | Athleten                          | Nation             | Zeit        |
| ---- | --------------------------------- | ------------------ | ----------- |
| 1    | Antal Hajba Árpád Soltész         | Ungarn             | 4:35,30 min |
| 2    | Andor Elbert Fred Heese           | Kanada             | 4:38,18 min |
| 3    | Miloslav Houzim Rudolf Pěnkava    | Tschechoslowakei   | 4:38,79 min |
| 4    | Shun’ichi Iwamura Daisaburō Honda | Japan              | 4:40,54 min |
| 5    | James O’Rourke jr. Joseph Dronzek | Vereinigte Staaten | 4:51,98 min |
| 6    | Fred Wasmer Vid Juricskay         | Australien         | 5:04,05 min |

### Finale
| Rang | Athleten                              | Nation           | Zeit        |
| ---- | ------------------------------------- | ---------------- | ----------- |
| 1    | Andrij Chimitsch Stepan Oschtschepkow | Sowjetunion      | 4:04,65 min |
| 2    | Jean Boudehen Michel Chapuis          | Frankreich       | 4:06,52 min |
| 3    | Peer Norrbohm John Rungsted Sørensen  | Dänemark         | 4:07,48 min |
| 4    | Antal Hajba Árpád Soltész             | Ungarn           | 4:08,97 min |
| 5    | Igor Lipalit Achim Sidorov            | Rumänien         | 4:09,88 min |
| 6    | Klaus Bohle Detlef Lewe               | Deutschland      | 4:13,18 min |
| 7    | Andor Elbert Fred Heese               | Kanada           | 4:21,99 min |
| 8    | Miloslav Houzim Rudolf Pěnkava        | Tschechoslowakei | 4:22,89 min |
| 9    | Kari Mäkinen Rudolf Närjänen          | Finnland         | 4:23,02 min |

## Weblink
- Ergebnisse